# داني برشلونة
داني برشلونة (بالإنجليزية: Danny Barcelona)‏ هو عازف جاز أمريكي، ولد في 23 يوليو 1929 في وايباهو ‏ في الولايات المتحدة، وتوفي في 1 أبريل 2007 في سان غابريل في الولايات المتحدة بسبب سرطان.

## وصلات خارجية
- داني برشلونة على موقع IMDb (الإنجليزية)
- داني برشلونة على موقع ميوزك برينز (الإنجليزية)
- داني برشلونة على موقع أول موفي (الإنجليزية)
- داني برشلونة على موقع قاعدة بيانات الأفلام السويدية (السويدية)
- داني برشلونة على موقع أول ميوزيك (الإنجليزية)
- داني برشلونة على موقع ديسكوغز (الإنجليزية)
- داني برشلونة على موقع قاعدة بيانات الفيلم (الإنجليزية)
- داني برشلونة على موقع كينوبويسك (الروسية)